# Мојсије Новогородски
Архиепископ Мојсије Новогородски (рођ. Митрофан; Новгород, Новгородска република -  25. јануара 1362, Сковородски манастир) - епископ Руске православне цркве, архиепископ новгородско-псковски.
Канонизован од Руске Православне Цркве у чину светитеља, помиње се 25. јануара (7. фебруара), у недељу 3. по Духовима у Сабору новгородских светитеља и у Сабору Псковских светитеља, у недељу после 29. јуна у Сабору Тверских светитеља.

## Биографија
Рођен у Новгороду, Република Новгород, у богатој и побожној породици. Добио добро образовање.
Одликован религиозношћу из детињства, он се, једва у младости, тајно повукао од родитеља у манастир Тверској Отроч, где је замонашен. Тамо су га нашли родитељи и молили да га пребаце у један од новгородских манастира, ближе њима. Послушавши молбу својих родитеља, преселио се у манастир Колмов, који се налазио у близини Новгорода.
После неког времена, монах Мојсије је рукоположен у чин јеромонаха од стране архиепископа новгородског Давида, а затим је уздигнут у чин архимандрита и постављен за настојатеља Новгородског Јуријевог манастира.
Године 1325. у Москви митрополит Петар га је посветио за епископа новгородско-псковског и узвео у чин архиепископа.
Током смутних времена, епископ Мојсије је морао да управља новгородским одељењем: мноштво пожара опустошили су Новгород са бројним храмовима; народни немири, праћени пљачком, држали су све у страху; Татарски Монголи су претили рацијом, прогонећи принчеве који их нису прихватили њихову власт.
Године 1328, заједно са Аврамом, отишао је у Псков код кнеза Александра Михајловича, који је тамо побегао после Тверског устанка, да га моли да оде у Хорду, како је наредио кан Узбек. Александар је то одбио.
Душа светитеља је тражила монашку усамљеност, па се 1330. године повукао у манастир Колмов, где је примио схиму.
Од 1352. године, на бројне и упорне молбе Новгородаца, по други пут управља Новгородском епархијом.
Одликовао се великом љубављу према храмоградњи и уређењу манастира. За време свог управљања епархијом, основао је и обновио пет манастира: Деревјаничко Васкрсење (1335); Богословски манастир код Новгорода (1354); Сковородски Михајловски са изградњом тамошње камене цркве (1355); Светодуховни женски женски манастир у Новгороду (обновљен 1357. године) са подизањем храма у њему у име Светог Духа; Радоговички Успенски (1357). Поред тога, подигнуто је неколико цркава: Десјатинска црква у Новгородском манастиру (1359), црква Светог Прокопија на кнежевском двору (1359), Благовештенска црква у Михајловској улици у граду Новгороду (1362).
За све време свог свештенства у Новгороду, будно се старао о благостању своје пастве, помажући страдалима и увређенима, бринуо о удовицама и сирочади, штитећи слабе од угњетавања јаких. Борио се против јереси Стриголника и против паганских обичаја који још нису били замрли у Новгороду.
Архиепископ Мојсије се одликовао посебном љубављу према духовном просвећењу. Са његовим благословом, преписивачи су се окупили и преписали многе књиге, углавном богослужбене.
Цариградски патријарх Филотеј му је 1354. године, у знак дубоког поштовања према Мојсију, дозволио да искористи древну предност новгородских светаца – да носи крштене одежде, које је сам послао. Дозволио је Мојсију да се директно обрати цариградском патријарху. Цар Јован VI Кантакузен му је доделио сертификат са златним печатом.
Године 1359., осећајући се слабим и болесним, повукао се у манастир Сковородску који је основао, упркос ревним молбама целог народа.
У години његовог уклањања са архиепископије поводом смене градоначелника, у Новгороду су избили немири: побуњеници су побили много бојара и уништили Волховски мост; Три дана становници Трговачке и Софијске стране стајали су један наспрам другог, спремајући се да уђу у жестоку борбу. Тада је свети Мојсије изаšао непријатељима и благословивши рекао: „Децо! Не дижите увреде, не упуштајте се у битку! Нека не буде пустоšи за свете цркве и ово место!“
Умро је у манастиру Сковородски 25. јануара 1362. године. Сахрањен је у саборној цркви манастира.

## Поштовање и канонизација
Житије Светог Мојсија је по благослову светог Јоне Новгородског написао јеромонах Пахомије Логотет.
19. (29.) априла 1686. године код новгородског митрополита Корнилија пронађене су његове нетрулежне мошти. 1782. године, под старатељством митрополита новгородског Гаврила (Петрова), у Сковородском манастиру је подигнута нова бронзана светиња и у њу су пренете мошти светитеља.